# Ateleute foliacea
Ateleute foliacea är en stekelart som först beskrevs av André Seyrig 1952.  Ateleute foliacea ingår i släktet Ateleute och familjen brokparasitsteklar. Inga underarter finns listade.